# Phenacoccus juniperi
Phenacoccus juniperi är en insektsart som beskrevs av Ter-grigorian 1964. Phenacoccus juniperi ingår i släktet Phenacoccus och familjen ullsköldlöss.
Artens utbredningsområde är Armenien. Inga underarter finns listade i Catalogue of Life.